# さいたま文学館
さいたま文学館は、文学に関する資料の収集、展示、調査研究や文学の振興を図るために、埼玉県によって設置された施設。所在地は埼玉県桶川市若宮。1997年（平成9年）に開館した。管理者は桶川市の外郭団体財団法人けやき文化財団だったが、同財団は2019年3月をもって解散し、2019年4月より桶川地域文化振興共同事業体（代表企業　株式会社サイオー、構成企業　株式会社埼玉新聞社、関東食糧株式会社）が運営を担っている。
埼玉県に縁のある文学作品や文学者の作品や資料を収蔵するとともに文芸講演会なども行われている。桶川市民ホールと同じ建物にある複合施設で、一体的に運用されている。

## 展示室1
VTRやパソコンで埼玉の文学を解説している。

## 展示室2
埼玉県ゆかりの田山花袋・安藤鶴夫、深沢七郎、中島敦、武者小路実篤、豊田三郎、宇野信夫ら19人の遺品、原稿等を展示。

## 展示室3
企画展やテーマ展が年4回開催されている。

## 文学図書室
埼玉県ゆかりの文学作品、文学関係の資料が閲覧できる。

## 所在地
〒363-0022 埼玉県桶川市若宮1-5-9